# Орал, Томаш
То́маш О́рал (чеш. Tomáš Oral; ) — чешский шахматист, гроссмейстер (1999). В составе сборной Чехии — участник четырёх Олимпиад (1998—2004) и двух командных чемпионатов Европы (1999—2001). По результатам чемпионата 1999 года получил бронзовую медаль в индивидуальном зачёте.